# نادي الهاشمية
نادي الهاشمية الرياضي هو فريق كرة قدم عراقي مقره في بابل، يلعب في الدوري العراقي الدرجة الثالثة.

## روابط خارجية
- نادي الهاشمية على موقع Goalzz.com
- أندية العراق - تواريخ التأسيس